# Orenda
Orenda är i mytologin hos de nordamerikanska Irokesindianerna ett allestädes närvarande naturväsen som står för allt gott. Orenda sägs ha evigt liv och därför kan inget ont skada den, inte ens dess motsats otkon, allt det ondas ande.